# Operación Biting
Operación Biting, también conocida como el Bruneval Raid, fue el nombre dado a las operaciones combinadas para realizar una incursión en una instalación de radar situada en Saint-Jouin-Bruneval, Francia que ocurrió entre 27-28 de febrero de 1942 durante la Segunda Guerra Mundial. Algunas de estas instalaciones fueron reconocidas por la Royal Air Force durante 1941, pero se desconocía el propósito y la naturaleza de estas. Aun así, varios expertos británicos consideraban que estas estaciones tenían alguna conexión con las duras pérdidas que sufrieron los bombarderos de la RAF cuando realizaban incursiones a los objetivos de la Europa ocupada. Los científicos británicos solicitaron que una de estas instalaciones debía ser atacada y a ser posible extraer información de la tecnología que tenían y llevarla de vuelta a Gran Bretaña para su estudio. Debido a las defensas costeras que los alemanes extendieron para proteger la instalación resultaba imposible realizar un ataque desde el mar sin tener que incurrir en una gran cantidad de bajas por parte de los atacantes, y además daba suficiente tiempo a la guarnición para destruir el radar Würzburg. Es por eso que se decidió un asalto aerotransportado, seguido de una evacuación por el mar. Sería un plan excelente ya que sorprendería a la guarnición con la tecnología intacta, y podría transportarse todo lo necesario, reduciendo en lo posible el número de bajas de la incursión.
En la noche del 27 de febrero, después de un período de intenso entrenamiento durante varios días y después de varios retrasos debido al mal tiempo, un pequeño destacamento de tropas aerotransportadas bajo el comando del Mayor John Frost aterrizó en paracaídas en Francia, a unas cuantas millas de la instalación. La fuerza entonces procedió a asaltar la instalación en la que el equipamiento del radar se mantenía, matando a varios miembros de la guarnición alemana y capturando la instalación después de un breve intercambio de fuego. Un técnico que había venido con la fuerza desplegada procedió a desmantelar el equipo de radar, y retirar varias piezas para enviarlas a Gran Bretaña, y entonces la fuerza se dirigió a la playa de evacuación. El destacamento asignado para despejar la playa falló en cumplir su misión, sin embargo, y después de otro pequeño intercambio de fuego se consiguió eliminar a los guardias alemanes. La fuerza de incursión fue recogida por lanchas de desembarco y transferidas a varios cruceros de asalto que los devolvieron a Gran Bretaña. La incursión fue un éxito. Las tropas aerotransportadas sufrieron muy pocas bajas, y las piezas del radar pudieron ser analizadas, permitiendo a los británicos conocer que tipo de tecnología tenían los alemanes sobre el radar, lo que hizo que los británicos pudieran diseñar contramedidas y neutralizar esos avances.

## Contexto

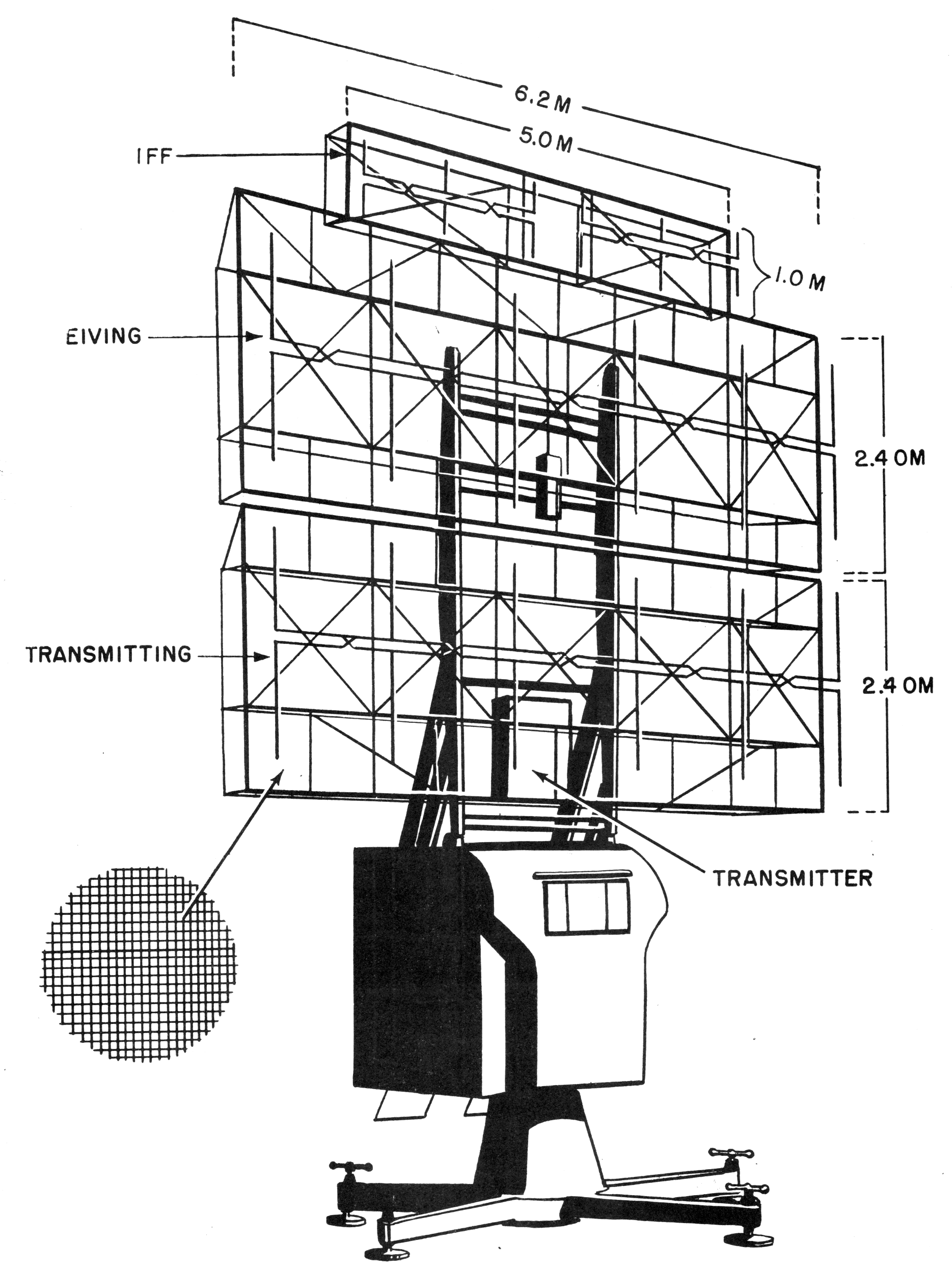
Una ilustración a lápiz de un radar alemán durante la Segunda Guerra Mundial Limber Freya.

Después del fin de la Batalla de Francia y la evacuación de las tropas británicas desde Dunquerque durante la Operación Dinamo, gran parte de la producción y el esfuerzo de guerra británico fue encauzado en el Mando de Bombardeo de la RAF y en la realización de bombardeos estratégicos contra los alemanes. Sin embargo los bombarderos perdidos durante cada incursión empezaron a aumentar durante 1941, por lo que la inteligencia británica concluyó que era debido a que los alemanes habían empezado a usar técnicas avanzadas de radar. Las tecnologías alemana y británica del radar habían competido por ser las mejores durante una décadas, aunque los radares alemanes algunas veces superaban a los británicos debido a la fuerte inversión alemana en mejorar dicha tecnología. Para el principio de la Segunda Guerra Mundial, los radar británicos habían conseguido mantener un nivel efectivo, debido sobre todo al trabajo de Robert Watson-Watt, aunque gran parte de la tecnología seguía siendo aún muy rudimentaria y era común que se cometieran muchos errores, tales como la incapacidad de Watson y otros científicos para diseñar un sistema efectivo de defensa nocturna que hubiera prevenido del ataque del Blitz que destruyó parte de Londres en 1940. Otros científicos británicos como Reginald Victor Jones trabajaron investigando como los alemanes habían avanzado en la tecnología del radar, y cómo sería ésta en comparación con la tecnología británica convenciendo a los que dudaban de que los alemanes realmente tenían radares.
Mediante el estudio de los documentos filtrados por los alemanes, los bombarderos de la Luftwaffe y la interpretación de los códigos encriptados por Enigma, también mediante el interrogatorio a prisiones de guerra, Jones descubrió que las señales de radio de alta frecuencia que se recibían por toda Gran Bretaña procedían de algún punto de Europa continental, y también creía que procedían de un sistema de radar. En unos pocos meses después del descubrimiento, Jones había identificado varios puntos desde los que procedía el radar, uno de estos estaba siendo usado para detectar los bombarderos británicos, el radar Freya-Meldung-Freya, llamado como una diosa nórdica. Finalmente Jones fue capaz de demostrar con pruebas concretas de que el sistema Freya existía después de ver varias fotos de la zona realizadas por reconocimiento aéreo cerca de Cap d'Antifer. Se podían ver dos círculos con un diámetro de 10 metros, unas antenas que trabajaban conjuntamente con Freya para localizar los bombarderos británicos. Para contrarrestar la tecnología alemana Jones empezó a diseñar contramedidas a los radares alemanas mientras la RAF señalaba esos puntos como objetivos preferentes. Jones también encontró evidencias de una segunda parte del sistema Freya, referido a las encriptaciones Enigma como el radar Würzburg, pero no fue hasta que se sacaron un nuevo set de fotos de reconocimiento tomadas en noviembre de 1941 cuando descubrieron donde se encontraba el radar Würzburg. Consistía en un reflector parabólico de 10 metros de diámetro que trabajaba conjuntamente con Freya para localizar los bombarderos de la RAF y mandar a los cazas de la Luftwaffe a perseguirlos. Los dos sistemas se completaban entre sí: Freya era un sistema de radar de larga distancia, pero carecía de precisión, mientras que Würzburg tenía poco alcance pero era mucho más preciso. Würzburg también tenía la ventaja de ser mucho más pequeño que el sistema Freya, por lo que podía producirse en masa para cubrir las necesidades de la Luftwaffe a la hora de defender el territorio alemán.